# Margattea vermiculata
Margattea vermiculata är en kackerlacksart som beskrevs av Hanitsch 1928. Margattea vermiculata ingår i släktet Margattea och familjen småkackerlackor. Inga underarter finns listade i Catalogue of Life.